# Gary Steelheads
I Gary Steelheads sono stati una società di pallacanestro statunitense con sede a Gary, nello Stato dell'Indiana.

## Storia
Fondati nel 2000 per prendere parte alla CBA, col fallimento della stessa, nello stesso anno gli Steelheads "ripiegarono" sulla IBL.
L'adesione alla CBA, comunque, è soltanto rimandata all'anno successivo, quando la lega è rifondata in seguito al fallimento proprio della IBL.
Nel 2007 confluiscono, invece, nella USBL, mentre l'anno successivo aderiscono alla IBL (omonima della precedente), restando, però, inattivi nel 2009.

## Stagioni
| Stagione | Lega | Denominazione   | V  | P  | %    | Piazzamento | Play-off        |
| -------- | ---- | --------------- | -- | -- | ---- | ----------- | --------------- |
| 2000-01  | CBA  | Gary Steelheads | 9  | 15 | 37,5 | 5º          | non disputati   |
| 2001     | IBL  | Gary Steelheads | 7  | 23 | 23,3 | 5º          | -               |
| 2001-02  | CBA  | Gary Steelheads | 22 | 34 | 39,3 | 4º          | -               |
| 2002-03  | CBA  | Gary Steelheads | 25 | 23 | 52,1 | 3º          | -               |
| 2003-04  | CBA  | Gary Steelheads | 27 | 21 | 56,3 | 3º          | Semifinale CBA  |
| 2004-05  | CBA  | Gary Steelheads | 17 | 31 | 35,4 | 4º          | -               |
| 2005-06  | CBA  | Gary Steelheads | 29 | 19 | 60,4 | 2º          | Finale CBA      |
| 2007     | USBL | Gary Steelheads | 16 | 11 | 59,3 | 3º          | Primo turno     |
| 2008     | IBL  | Gary Steelheads | 18 | 4  | 81,8 | 3º          | non partecipano |